# Enrico Guardigli
Enrico Guardigli (Bologna, 20 maggio 1893 – Bologna, ...) è stato un calciatore italiano, di ruolo portiere e difensore.
È stato l'unico calciatore del Bologna, assieme a Guido Della Valle, ad essere passato da un ruolo di giocatore di movimento a portiere.

## Carriera
Disputa 4 stagioni al Bologna, delle quali 2 da capitano.